# Hrabstwo Gallatin (Illinois)

Piramida wieku hrabstwa

Hrabstwo Gallatin – hrabstwo w USA, w stanie Illinois, według spisu z 2000 roku liczba ludności wynosiła 6 445. Siedzibą hrabstwa jest Shawneetown.

## Geografia
Według spisu hrabstwo zajmuje powierzchnię 851 km², z czego  838 km² stanowią lądy, a 12 km² (1,43%) stanowią wody.
W północno-wschodniej części hrabstwa łączą się dwie rzeki: Wabash i Ohio. Główną rzeką hrabstwa jest Saline wpadająca do Ohio.

### Sąsiednie hrabstwa
- Hrabstwo White – północny wschód
- Hrabstwo Posey – wschód
- Hrabstwo Union – południowy wschód
- Hrabstwo Hardin – zachód
- Hrabstwo Saline – północny zachód
- Hrabstwo Hamilton – północny zachód

Stan Illinois na mapie USA

## Historia
Największą rolę w historii Hrabstwa Gallatin odegrały kopalnie soli usytuowane wzdłuż rzeki Saline pomiędzy miastami Equality a Junction. Pierwszym właścicielem tych ziem, był kupiec John Crenshaw, który zbudował fortunę na wydobyciu soli i wybudował historyczny już  Crenshaw House (The Old Slave House), budynek w którym Crenshaw przetrzymywał porwane czarnoskóre dzieci. Dom był atrakcją turystyczną do roku 1996.
Hrabstwo Gallatin zostało założone w 1812 roku i powstało z Hrabstwa Randolph. Nazwa została nadana na cześć Alberta Gallatin, ministra skarbu i finansów USA. W Shawneetown powstał pierwszy Bank w stanie Illinois.

## Demografia
Według spisu z 2000 roku hrabstwo zamieszkuje 6445 osób, które tworzą 2445 gospodarstw domowych oraz 1837 rodzin. Gęstość zaludnienia wynosi 8 osób/km². Na terenie hrabstwa jest 3071 budynków mieszkalnych o częstości występowania wynoszącej 4 budynków/km². Hrabstwo zamieszkuje 98,37% ludności białej, 0,26% ludności czarnej, 0,71% rdzennych mieszkańców Ameryki, 0,06% Azjatów, 0,03% mieszkańców Pacyfiku, 0,09% ludności innej rasy oraz 0,47% ludności wywodzącej się z dwóch lub więcej ras, 0,87% ludności to Hiszpanie, Latynosi lub inni.
W hrabstwie znajduje się 2726 gospodarstw domowych, w których 28,30% stanowią dzieci poniżej 18 roku życia mieszkający z rodzicami, 54,80% małżeństwa mieszkające wspólnie, 9,10% stanowią samotne matki oraz 32,60% to osoby nie posiadające rodziny. 29,40% wszystkich gospodarstw domowych składa się z jednej osoby oraz 16,10% żyje samotnie i ma powyżej 65 roku życia. Średnia wielkość gospodarstwa domowego wynosi 2,34 osoby, a rodziny wynosi 2,90 osoby.
Przedział wiekowy populacji hrabstwa kształtuje się następująco: 22,20% osób poniżej 18 roku życia, 8,20% pomiędzy 18 a 24 rokiem życia, 25,40% pomiędzy 25 a 44 rokiem życia, 26,00% pomiędzy 45 a 64 rokiem życia oraz 18,20% osób powyżej 65 roku życia. Średni wiek populacji wynosi 41 lat. Na każde 100 kobiet przypada 94,10 mężczyzn. Na każde 100 kobiet powyżej 18 roku życia przypada 90,00 mężczyzn.
Średni dochód dla gospodarstwa domowego wynosi 26 118 USD, a średni dochód dla rodziny wynosi 34 539 dolarów. Mężczyźni osiągają średni dochód w wysokości 30 750 dolarów, a kobiety 20 280 dolarów. Średni dochód na osobę w hrabstwie wynosi 15 575 dolarów. Około 15,30% rodzin oraz 20,70% ludności żyje poniżej minimum socjalnego, z tego 31,10% poniżej 18 roku życia oraz 14,10% powyżej 65 roku życia.

## Miasta
- Shawneetown

## Wioski
- Equality
- Junction
- New Haven
- Old Shawneetown
- Omaha
- Ridgway